# Micranthes ferruginea
Micranthes ferruginea är en stenbräckeväxtart som först beskrevs av Grah., och fick sitt nu gällande namn av Luc Brouillet och Gornall. Micranthes ferruginea ingår i släktet rosettbräckor, och familjen stenbräckeväxter.

## Underarter
Arten delas in i följande underarter:
- M. f. newcombei
- M. f. vreelandii

## Bildgalleri

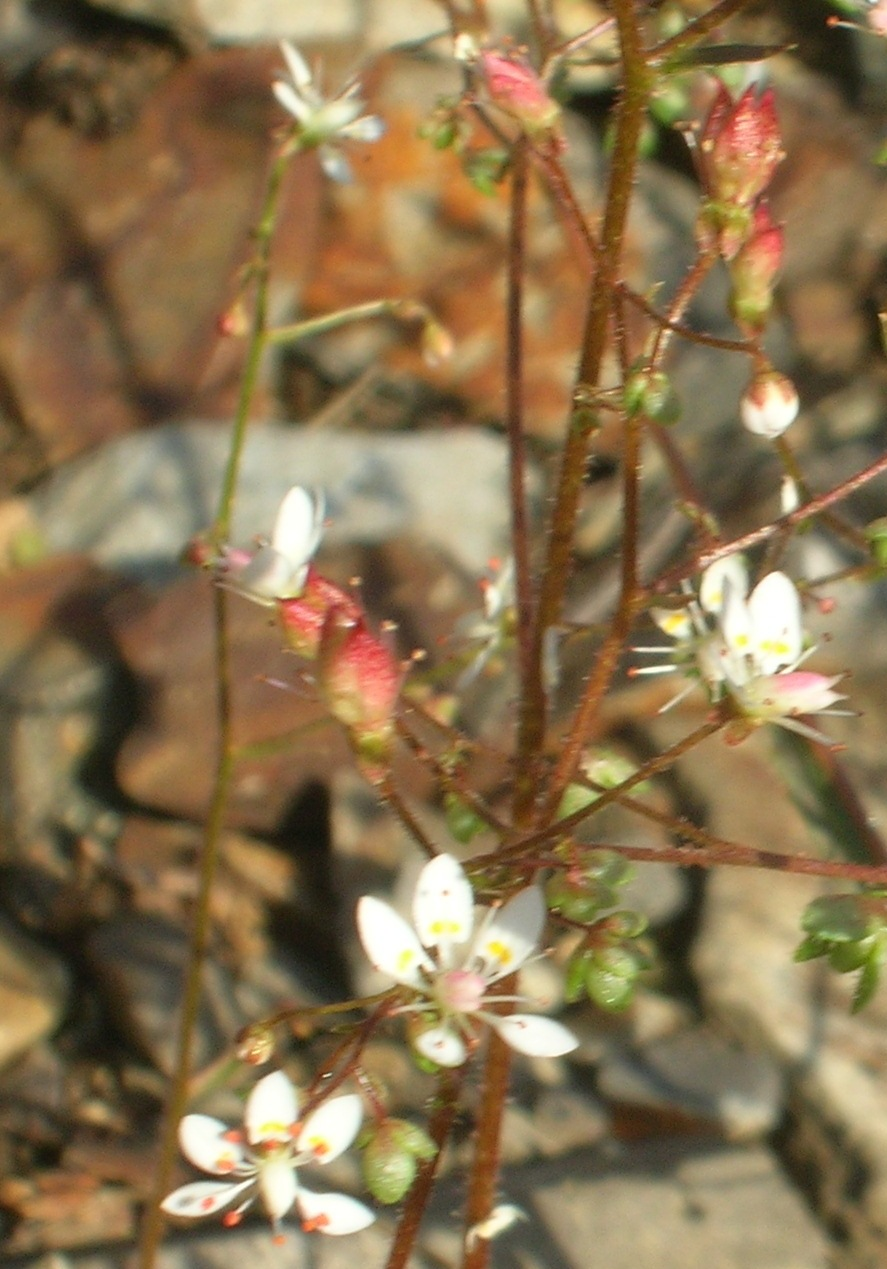
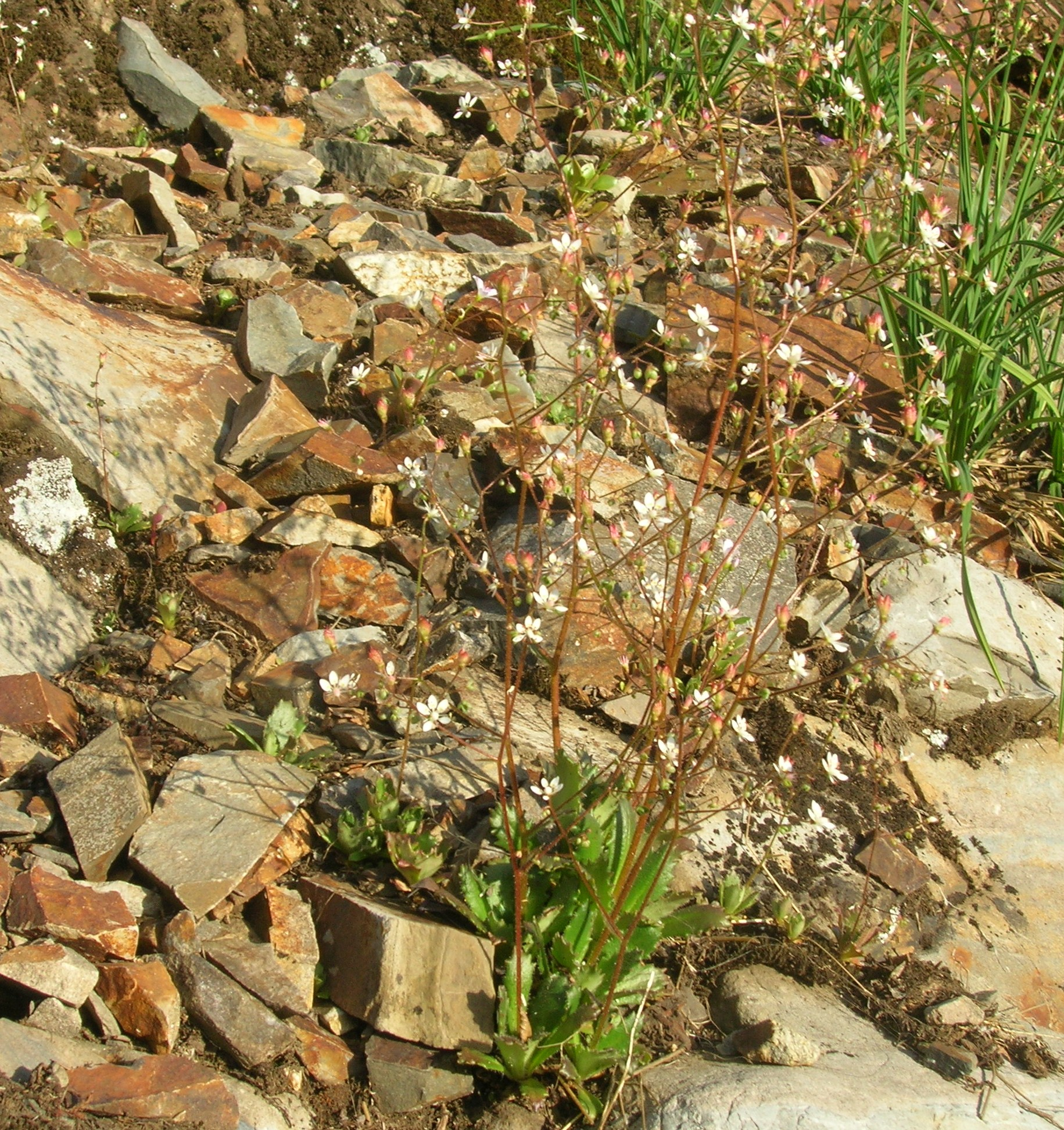
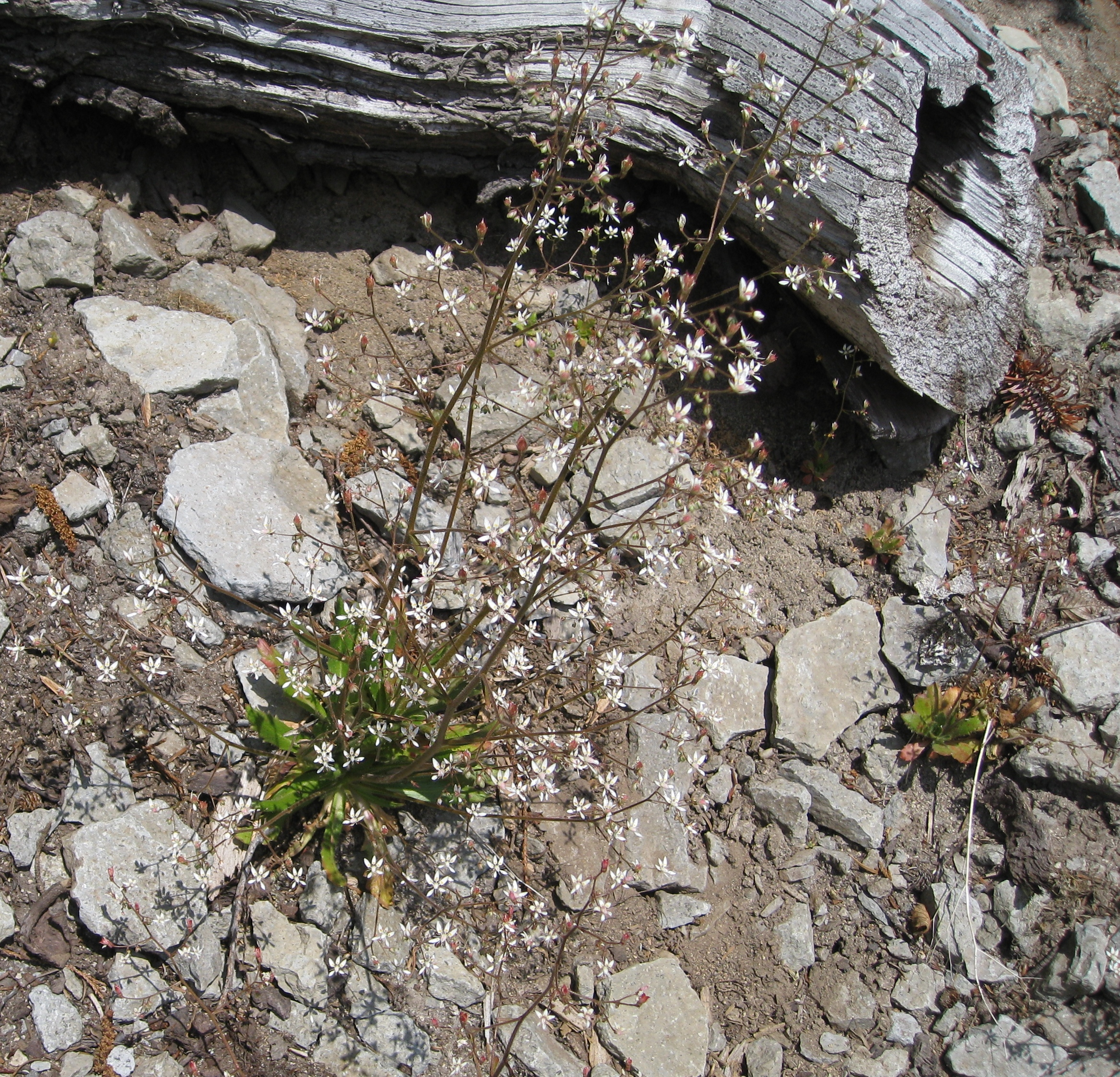
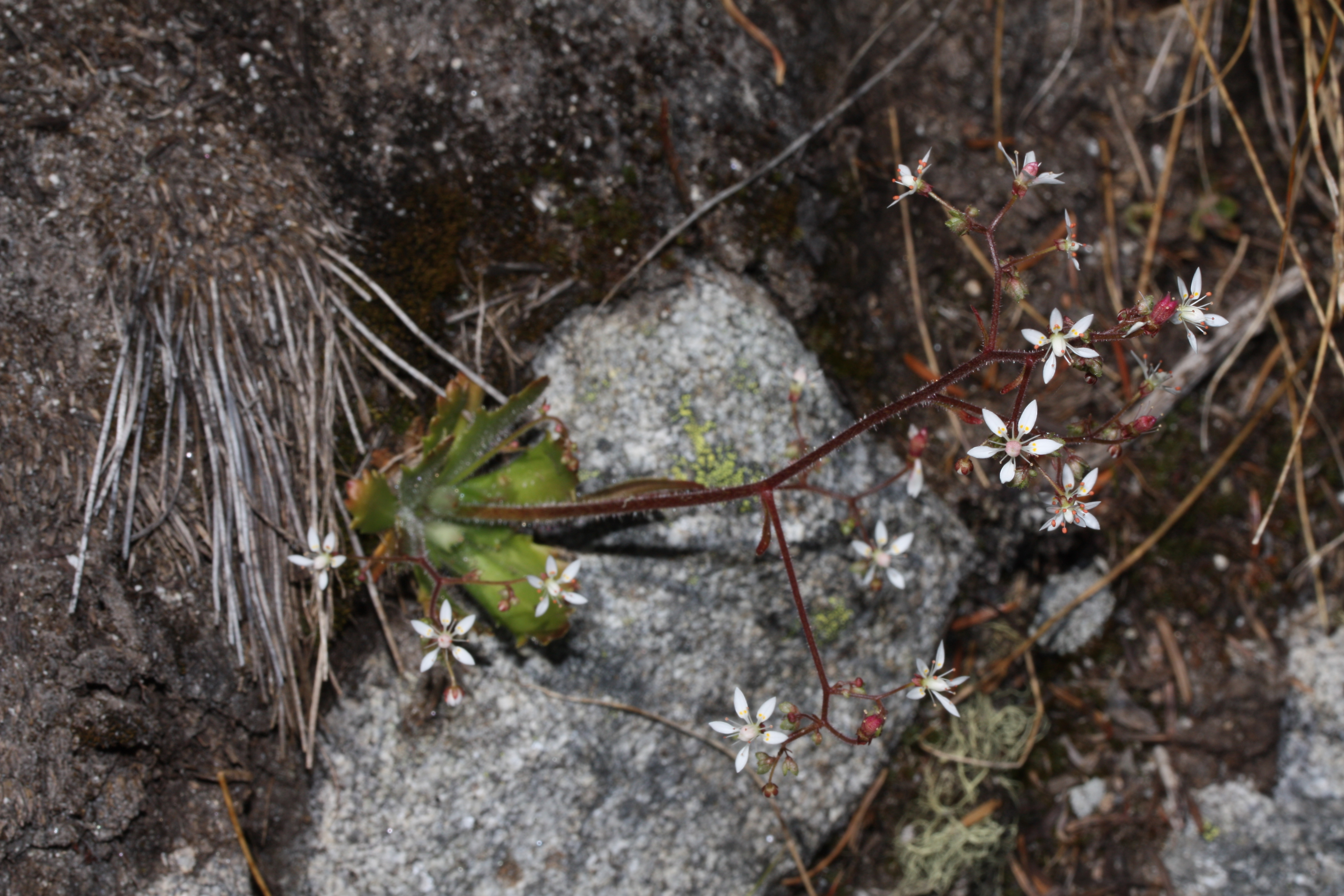